# Królestwo (miniserial)
Królestwo (duń. Riget) – wyprodukowany w 1994 roku miniserial telewizji duńskiej, oparty na scenariuszu i w reżyserii Larsa von Triera. W zamierzeniu autorów Królestwo miało być trylogią. W roku 1997 zrealizowana została druga seria składająca się z czterech odcinków, pod tytułem Królestwo II. Seria trzecia – Królestwo: Exodus – została nakręcona w 2022 roku.
Korzystając z pomysłów z obu serii Królestwa w 2004 roku, wyprodukowano w USA miniserial o tytule Szpital „Królestwo” w reżyserii Craig R. Baxleya (scenariusze do części odcinków napisał Stephen King).

## Nagrody
Film Królestwo zdobył szereg nagród filmowych.
- Adolf Grimme Awards, w Niemczech w roku 1996:
  - zwycięstwo w kategorii Seriale/Miniseriale dla Lars von Trier za scenariusz/reżyserię
- Bodil Awards w roku 1995:
  - zwycięstwo w kategorii „Najlepszy aktor” dla Ernst-Hugo Järegård
  - zwycięstwo w kategorii „Najlepsza aktorka” dla Kirsten Rolffes
  - zwycięstwo w kategorii „Najlepszy reżyser” dla Lars von Triera
  - zwycięstwo w kategorii „Najlepszy aktor drugoplanowy” dla Holger Juul Hansen
  - „Nagroda specjalna” dla Niels Vørsel za scenopisarstwo dla tego i innych filmów
- Golden Cable w Niemczech w roku 1996:
  - przyznano nagrodę Bronze Cable for Innovation dla Lars von Triera
- Międzynarodowy festiwal w Karlowych Warach w roku 1995:
  - zwycięstwo w kategorii „Najlepszy aktor” dla Ernst-Hugo Järegård
  - zwycięstwo w kategorii „Najlepszy reżyser” dla Lars von Triera
  - nominacja do nagrody Kryształowego Globusa
- Robert Festival w roku 1995:
  - zwycięstwo w kategorii „Najlepszy aktor” dla Ernst-Hugo Järegård
  - zwycięstwo w kategorii „Najlepsza aktorka” dla Kirsten Rolffes
  - zwycięstwo w kategorii „Najlepsze zdjęcia” dla Eric Kress
  - zwycięstwo w kategorii „Najlepsza ścieżka dźwiękowa” dla Joachim Holbek
  - zwycięstwo w kategorii „Najlepszy scenariusz” dla Lars von Triera i Niels Vørsela
  - zwycięstwo w kategorii „Najlepszy dźwięk” dla Per Streita
- Seattle International Film Festival w roku 1995:
  - przyznano nagrodę Golden Space Needle Award w kategorii „Najlepszy film"

## Obsada
Ernst-Hugo Järegård – doktor Stig Helmer 

Kirsten Rolffes – Sigrid Drusse

Holger Juul Hansen – Moesgaard

Søren Pilmark – Krogshøj

Ghita Nørby – Rigmor

Baard Owe – Bondo

Annevig Schelde Ebbe – Mary Jensen

Birgitte Raaberg – Judith

Udo Kier – Åge Krüger / Braciszek

Jens Okking – Bulder

Vita Jensen – Pomywaczka

Morten Rotne Leffers – Pomywacz

Stellan Skarsgård – Szwedzki adwokat

## Odcinki pierwszej serii

### Królestwo I
- Den hvide flok / Łapiduchy
- Alliancen kalder / Przyjdź królestwo Twoje
- Et fremmed legeme / Obce ciało
- De levende døde / Żywe trupy